# Уваровский район (Московская область)
Уваровский район — административно-территориальная единица в составе Западной и Московской областей РСФСР, существовавшая в 1929—1959 годах.
Уваровский район образован 17 июня 1929 года в составе Вяземского округа Западной области. В состав район вошли следующие сельсоветы:
- из Можайского уезда Московской губернии:
  - из Бородинской волости: Высоковский, Глуховский, Головинский, Ерышевский, Каменский, Колоцкий, Копытовский
  - из Глазовской волости: Синичинский
  - из Порецкой волости: Астафьевский, Дегтяревский, Заслонинский, Никольский, Порецкий, Старотяговский
- из Гжатского уезда Смоленской губернии:
  - из Батюшковской волости: Горбуновский, Дурыкинский, Иваниковский, Некрасовский, Острицкий, Приданцевский, Слободский, Сычиковский
  - из Уваровской волости: Аниконовский, Бражниковский, Бычковский, Вешковский, Дорогинский, Замошинский, Ивакинский, Кусковский, Новопокровский, Плосковский, Прокофьевский, Свинцовский, Слащевский, Уваровский, Хващевский, Храбровский.

5 августа 1929 года Уваровский район был передан в Московский округ Московской области. 23 июля 1930 года в результате ликвидации округов район перешёл в прямое подчинение Московской области.
На 1 января 1931 года территория района составляла 1082 км², а население — 32 801 человек. Район включал 38 сельсоветов и 312 населённых пункта.
В октябре 1931 года были упразднены Высоковский, Головинский и Дурыкинский с/с.
17 июля 1939 года были упразднены Аниконовский, Бражниковский, Бычковский, Ерышевский, Заслонинский, Каменский, Копытовский, Кусковский и Острицкий с/с. Глуховский с/с был переименован в Преснецовский, Плосковский — в Наврищенский, Прокофьевский — в Гридневский, Старотяговский — в Барсуковский, Храбровский — в Нововасильевский.
В 1942 году были упразднены Дорогинский, Иваниковский и Некрасовский с/с.
На 1 января 1953 года в районе было 23 сельсоветоа: Астафьевский, Барсуковский (центр — с. Бурмакино), Вешковский, Горбуновский, Гридневский, Дегтяревский, Замошинский (центр — с. Киселево), Ивакинский, Колочский (центр — с. Суконниково), Наврищенский (центр — с. Сумаково), Никольский, Ново-Васильевский (центр — с. Храброво), Ново-Покровский, Порецкий, Преснецовский, Приданцевский (центр — с. Бутырки), Свинцовский (центр — с. Зайцево), Синиченский, Слащевский (центр — с. Боровикино), Слободской, Сычиковский, Уваровский, Хващенский.
14 июня 1954 года были упразднены Барсуковский, Гридневский, Наврищенский, Никольский, Свинцовский и Слободский с/с. Образован Бражниковский с/с.
5 июля 1956 года были образованы Дровнинский и Некрасовский с/с. Упразднён Сычиковский с/с.
3 июня 1959 года был образован рабочий посёлок Уваровка, а Уваровский с/с упразднён. В тот же день был упразднён Уваровский район, а его территория в полном составе была передана в Можайский район.